# Hilal Ben Moussa
Hilal Ben Moussa (Utrecht, 22 maggio 1997) è un calciatore olandese, centrocampista dell'NSC Nijkerk.

## Caratteristiche tecniche
È un centrocampista centrale.

## Carriera
Ha esordito fra i professionisti il 2 febbraio 2013 con la maglia del Groningen in occasione dell'incontro di Eredivisie vinto 1-0 contro l'AZ Alkmaar.

## Statistiche

### Presenze e reti nei club
Statistiche aggiornate al 7 ottobre 2018.
| Stagione        | Squadra         | Campionato      | Campionato | Campionato | Coppe nazionali | Coppe nazionali | Coppe nazionali | Coppe continentali | Coppe continentali | Coppe continentali | Altre coppe | Altre coppe | Altre coppe | Totale | Totale | Totale |
| Stagione        | Squadra         | Comp            | Pres       | Reti       | Comp            | Pres            | Reti            | Comp               | Pres               | Reti               | Comp        | Pres        | Reti        | Pres   | Reti   |        |
| --------------- | --------------- | --------------- | ---------- | ---------- | --------------- | --------------- | --------------- | ------------------ | ------------------ | ------------------ | ----------- | ----------- | ----------- | ------ | ------ | ------ |
| 2012-2013       | Groningen       | ED              | 2          | 0          | CO              | 0               | 0               |                    | -                  | -                  |             | -           | -           | 2      | 0      |        |
| 2013-2014       | Groningen       | ED              | 0          | 0          | CO              | 0               | 0               |                    | -                  | -                  |             | -           | -           | 0      | 0      |        |
| 2014-2015       | Groningen       | ED              | 0          | 0          | CO              | 0               | 0               |                    | -                  | -                  |             | -           | -           | 0      | 0      |        |
| 2015-2016       | Volendam        | 1D              | 17+2       | 1+0        | CO              | 0               | 0               |                    | -                  | -                  |             | -           | -           | 19     | 1      |        |
| 2017-2018       | Emmen           | 1D              | 36         | 0          | CO              | 1               | 0               |                    | -                  | -                  |             | -           | -           | 37     | 0      |        |
| 2018-2019       | Emmen           | ED              | 7          | 0          | CO              | 1               | 0               |                    | -                  | -                  |             | -           | -           | 8      | 0      |        |
| Totale carriera | Totale carriera | Totale carriera | 64         | 1          |                 | 2               | 0               |                    | -                  | -                  |             | -           | -           | 66     | 1      |        |

## Palmarès

### Club

#### Competizioni nazionali
- Coppa dei Paesi Bassi: 1

Groningen: 2014-2015